# Culture des Kiribati

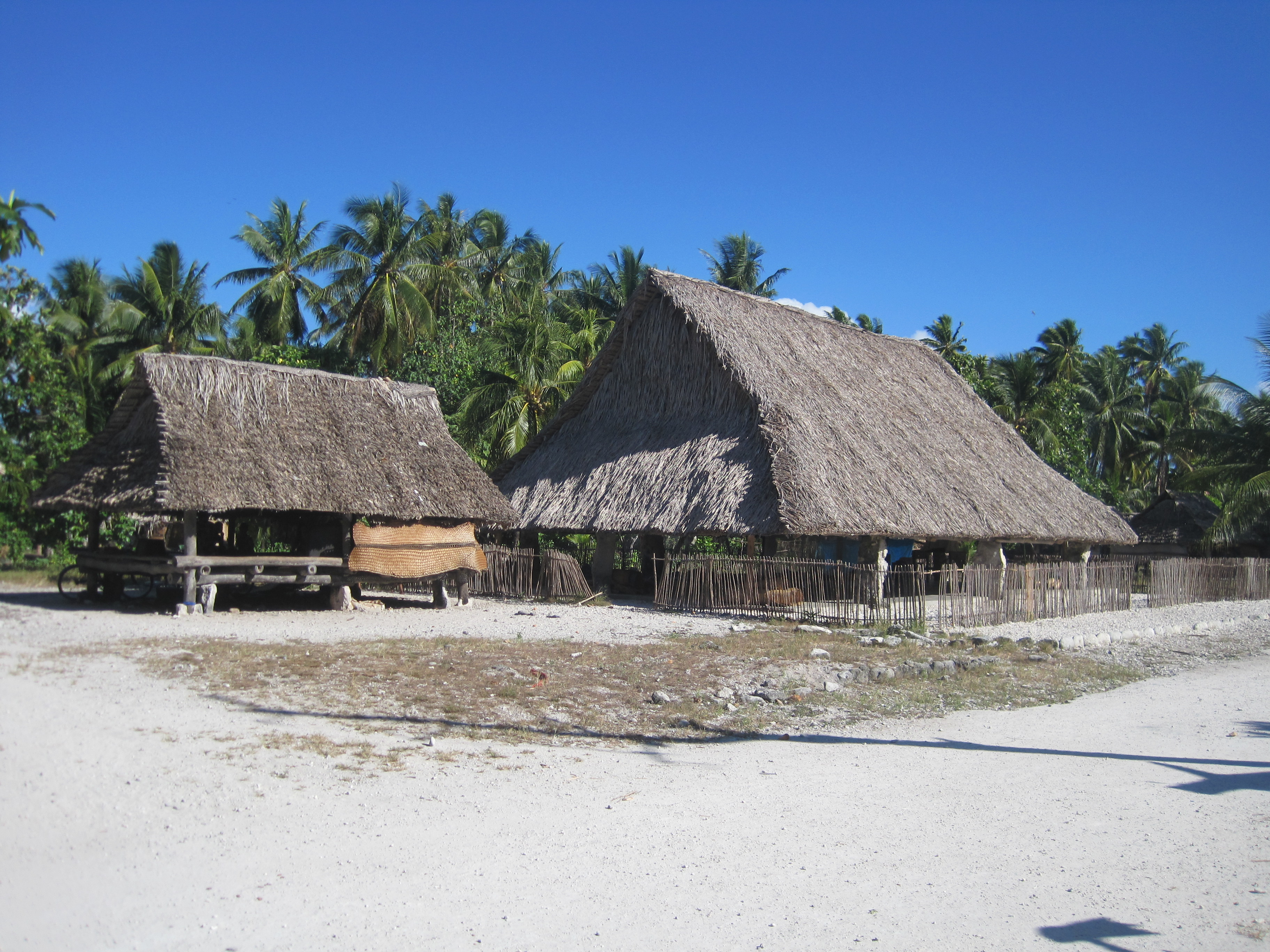
Mwaneaba sur l'atoll de Marakei

La culture des Kiribati est la culture de la république des Kiribati, État formé de trois archipels en Océanie (englobant notamment les anciennes îles Gilbert).

## Étude et diffusion de la culture gilbertine
Sir Arthur Grimble, bien après Robert Louis Stevenson, a fait connaître au reste du monde cette culture originale, grâce à des émissions populaires sur la BBC et à des livres comme Pattern of Islands. Les travaux scientifiques majeurs ont d'abord été faits par Henry Evans (Harry) Maude (le premier commissaire-résident britannique à être également anthropologue). En France, les travaux ont surtout été effectués par Jean-Paul Latouche, ancien président de la Société des océanistes (Musée de l'Homme). 
Avec les habitants des îles Marshall et des îles Carolines voisines, les Gilbertins sont des spécialistes reconnus des pirogues à balancier, connues pour leur extrême rapidité et leur maniabilité (cf. We, the Navigators).
Si la mwaneaba (maison commune) constitue le centre incontournable de la vie communautaire et l'esprit du katei ni Kiribati (façon gilbertine), les personnes (te aomata) y sont censées respecter les anciens codes connus comme te bunna (protection), te kareka (écouter les avis), te betia (rester à l'écart du danger),  te boia (être aimé), te reita (garder de bonnes relations), te baema (rester avec son groupe). Société très traditionnelle où la télévision hertzienne n'est pas diffusée, l'alphabétisation est cependant très importante.

## Langue et littérature
La langue gilbertine a été d'abord décrite (et écrite) par le révérend Hiram Bingham Jr. à la fin du XIXe siècle, puis codifiée tout au long du XXe par des missionnaires (français et catholiques surtout), comme le Révérend Père Ernest Sabatier et son très complet Dictionnaire Gilbertin-Français (Tabuiroa, 1952-1954), traduit en anglais par Sœur Olivia (édition de la commission du Pacifique Sud). 
Peu d'écrivains gilbertins ont été publiés. La littérature des Kiribati reste en bonne partie orale, de sorte que les vecteurs les plus fréquents de la poésie, par exemple, sont davantage les CD, DVD et vidéos sur Internet ou bien la radio que les livres sur support papier. Mais en dehors de cela, il est également vrai que les auteurs gilbertins ont peu d'occasions d'être publiés et connus hors de leur pays. 
L'une des poétesses gilbertines les plus connues sur le plan international est Teresia Teaiwa (1968-), également universitaire et spécialiste des cultures du Pacifique.
Parmi les autres écrivains, Arthur Grimble (1888-1956), Abureti Takaio, Keina Tito...

## Art martial
Le Kiribati est connu auprès des passionnés pour ses armures en fibre de coco. Les parties couvrant corps et jambres sont en fibres de coco, tout comme le casque. Ce dernier peut parfois être fait en peau de diodon. les armes consistent en épée et lances de bois sur lesquelles sont liées des dents de requin. Il y a quelque chose du samourai ou du chevalier occidental dans ces armures. De telles armures existent aussi à Nauru.

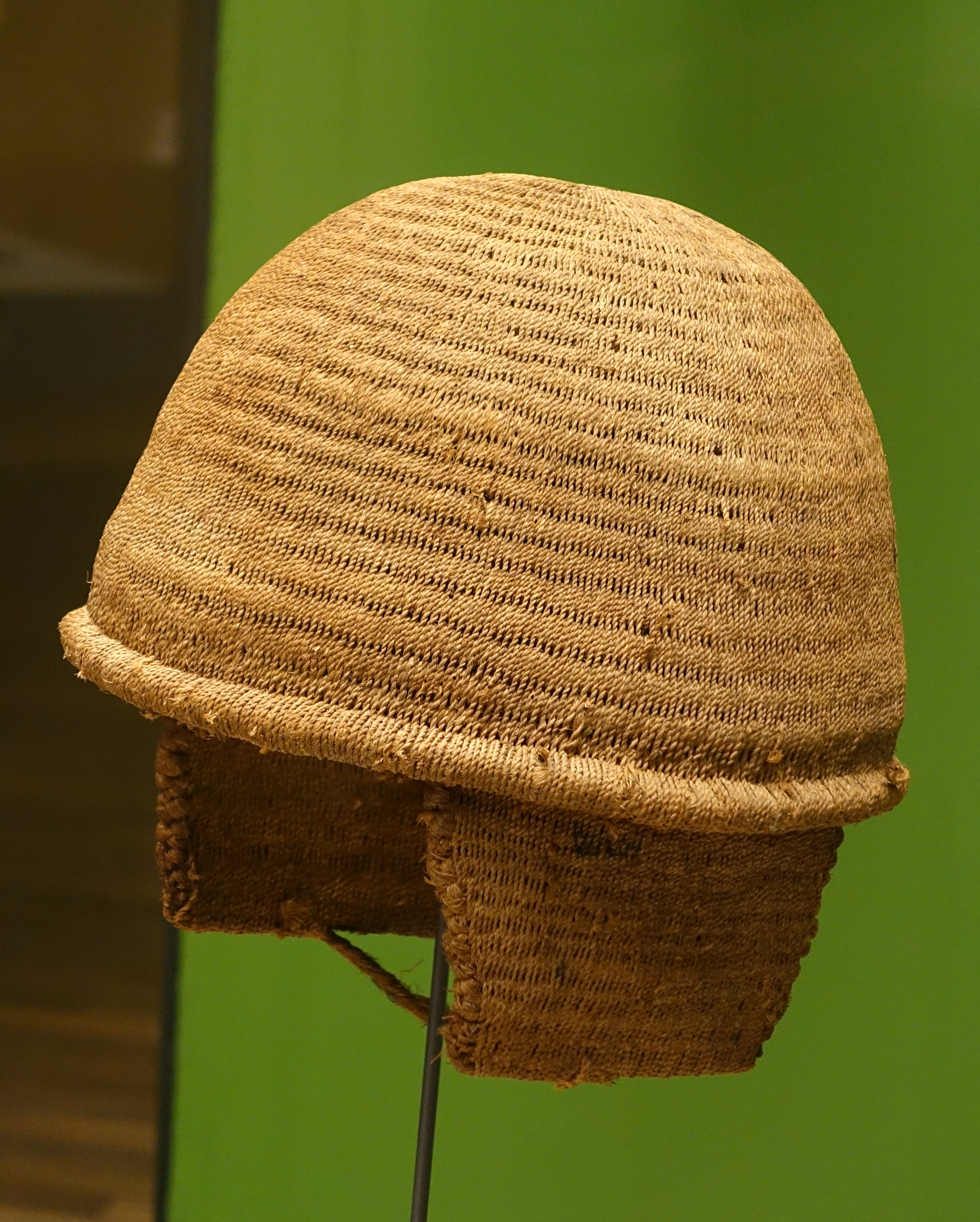
Casque en fibre de coco (Musée ethnologique de Berlin)
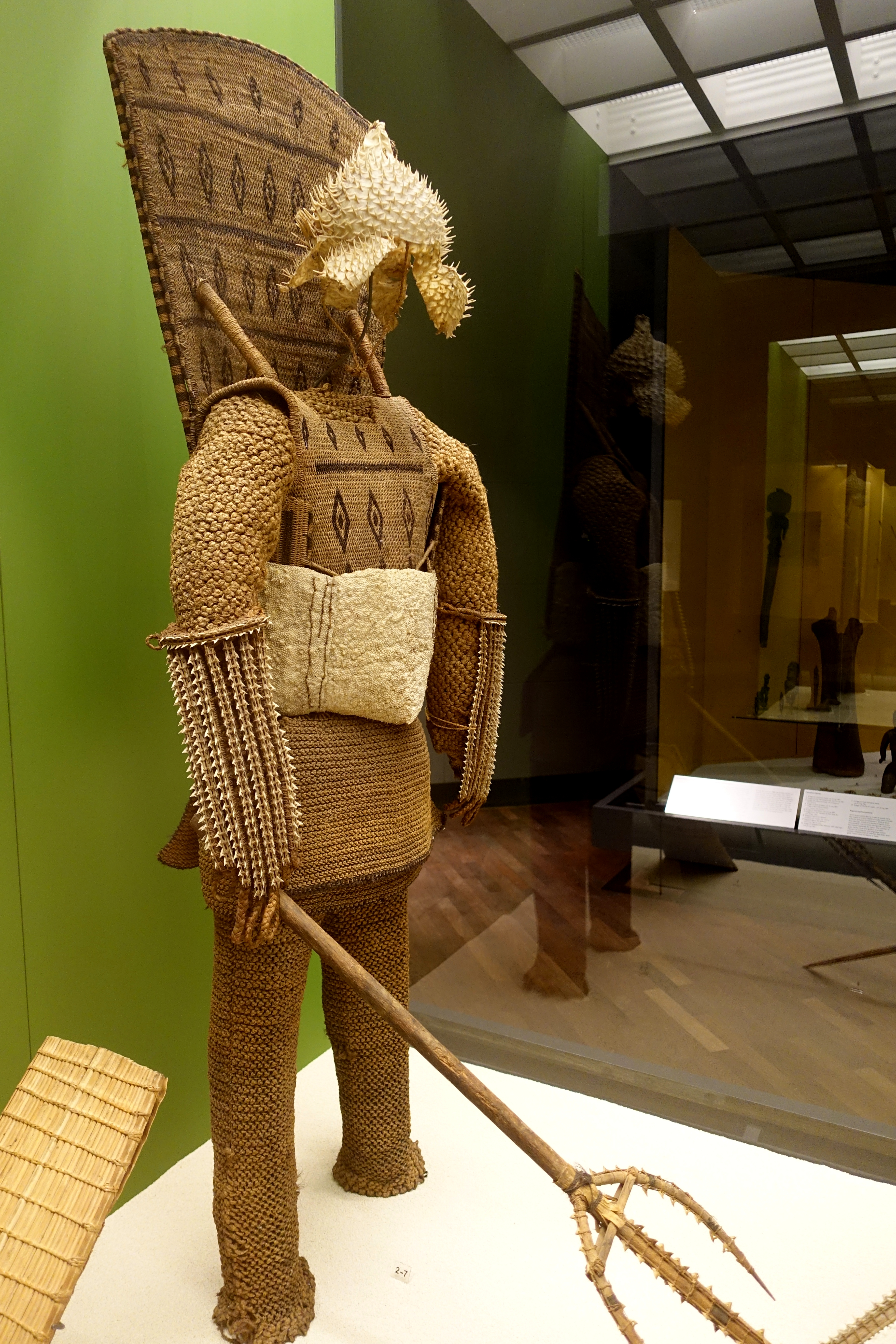
Armure avec casque en peau de diodon (Musée ethnologique de Berlin)

## Musique et danse
Les chants et surtout les danses traditionnelles (te mwaie), sont très codifiées. Vers la fin du XIXe siècle,  l'écrivain britannique Robert Louis Stevenson visite les îles pendant quelques mois en 1889 et apprécie beaucoup ces danses, qu'il évoque dans son livre Dans les mers du Sud. Ces danses constituent le mode d'expression artistique privilégié des Gilbertins.
Dans sa thèse de doctorat Tradition, Change, and Meaning in Kiribati Performance (le premier travail aussi exhaustif sur ce sujet), Mary Elizabeth Lawson 
a écrit comment les Gilbertins décrivent leurs danses comme bai n abara, une chose de notre terre, quelque chose qui trouve son origine des bakatibu, les ancêtres (1989, 79).

## Médias
La société publique de radiodiffusion Broadcasting and Publications Authority (BPA) gère Radio Kiribati, qui diffuse en gilbertin et atteint la majeure partie du pays. La BPA publie également un hebdomadaire d'information, Te Uekera, qui n'est toutefois distribué qu'à Tarawa.
Taotin Media, média privé, possède les deux seules chaînes de télévision du pays : Kiri One TV, qui diffuse en clair, et Wave TV, chaîne payante. Dotée de trois reporters, la chaîne Kiri One diffuse des programmes d'information, en gilbertin, du lundi au samedi. Les médias à la fois publics et privés font un usage important des réseaux sociaux, notamment de Facebook, même si l'accès à Internet est difficile ou inexistant au-delà de Tarawa et de l'île Kiritimati.

## Sports
Sports pratiqués : football et volley-ball. Un seul vrai stade à Bairiki (Tarawa), avec gradins. Voir : Équipe des Kiribati de football.
Porte-drapeau olympique : THOMAS Meameaa (un haltérophile).
Nom officiel du CNO : Kiribati National Olympic Committee
Fondation : 2002
Reconnaissance par le CIO : 2003
Officiels :
- Président du CNO : Birima'aka Tekanene
- Secrétaire général du CNO : Willy Uan
- Participants à Athènes : 3 athlètes (deux garçons, une fille). Deux sports : athlétisme et haltérophilie.
- Première participation aux Jeux olympiques : 2004.

## Hymne national
L'hymne national, Teirake kaini Kiribati (Debout Kiribati), a été écrit et composé par Tamuera Ioteba Uriam. La chanson est l'hymne national du pays depuis 1979, année de l'indépendance du pays.

## Patrimoine

### Musée(s)
- Te Umanibong

### Patrimoine mondial
Le programme Patrimoine mondial (UNESCO, 1971) a inscrit :
- Liste du patrimoine mondial aux Kiribati : Aire protégée des îles Phœnix